# Indecision Records
Indecision Records és un segell discogràfic estatunidenc de hardcore punk que va ser fundat pel fotògraf punk i editor de fanzins Dave Mandel el 1992 com una branca del seu fanzín Indecision. Té la seu a Garden Grove però fins al 2001 es trobava a Huntington Beach.
A més de publicar reedicions d'àlbums descatalogats, ha produït grups de hardcore i metalcore com Death by Stereo, que després va signar amb Epitaph Records, Bleeding Through, que es va traslladar a Trustkill Records, i Ensign, que va ser contractat per Nitro Records de Dexter Holland.